# Relaciones Alemania-Reino Unido
Las relaciones Alemania-Reino Unido, relaciones anglo-alemanas, relaciones germano-británicas o relaciones anglo-germanas son las relaciones internacionales entre el Reino Unido de Gran Bretaña e Irlanda del Norte y la República Federal de Alemania.

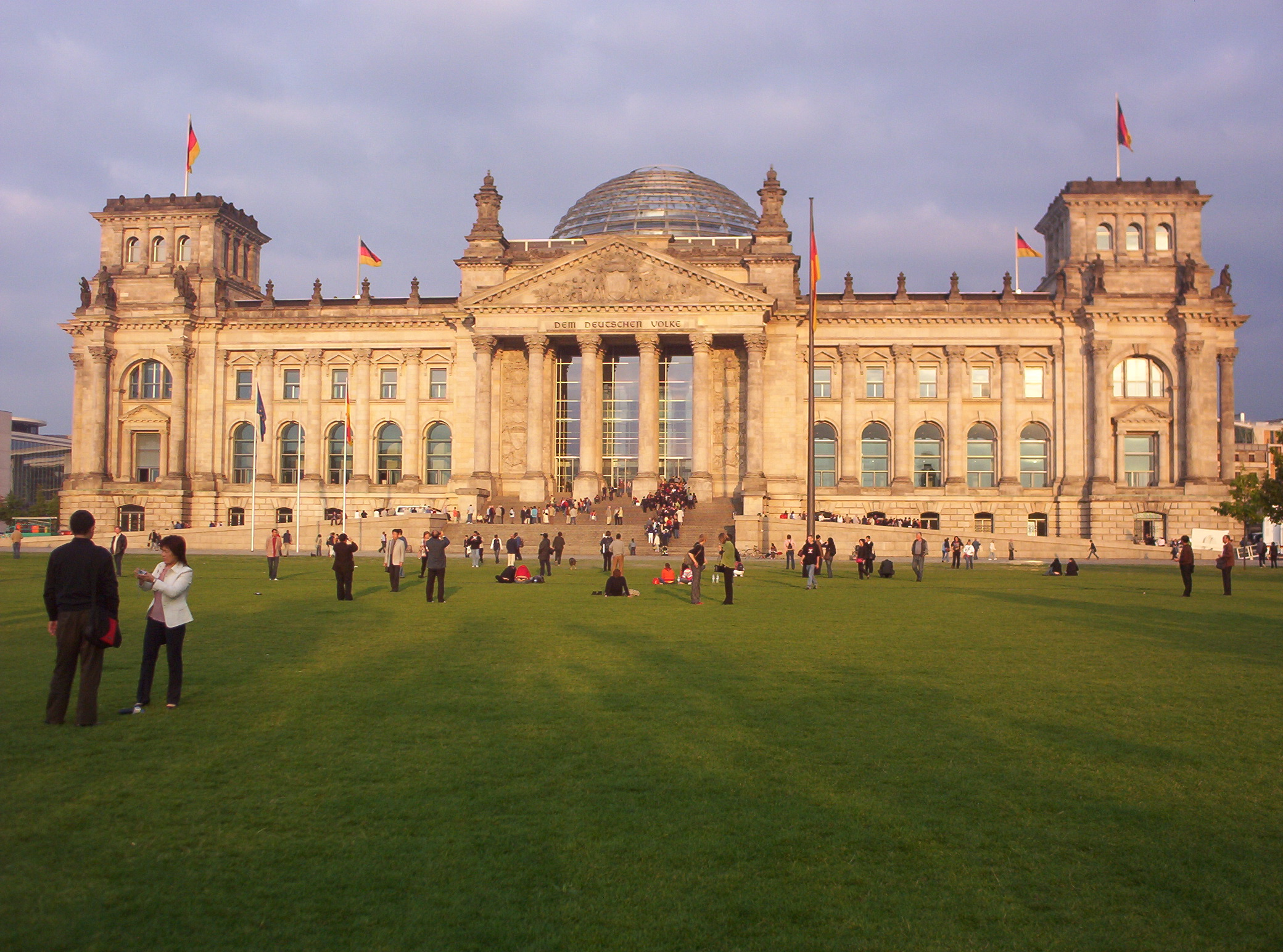
Remodelación del Reichstag, obra del británico Norman Foster.

## Historia

### Segunda Guerra Mundial

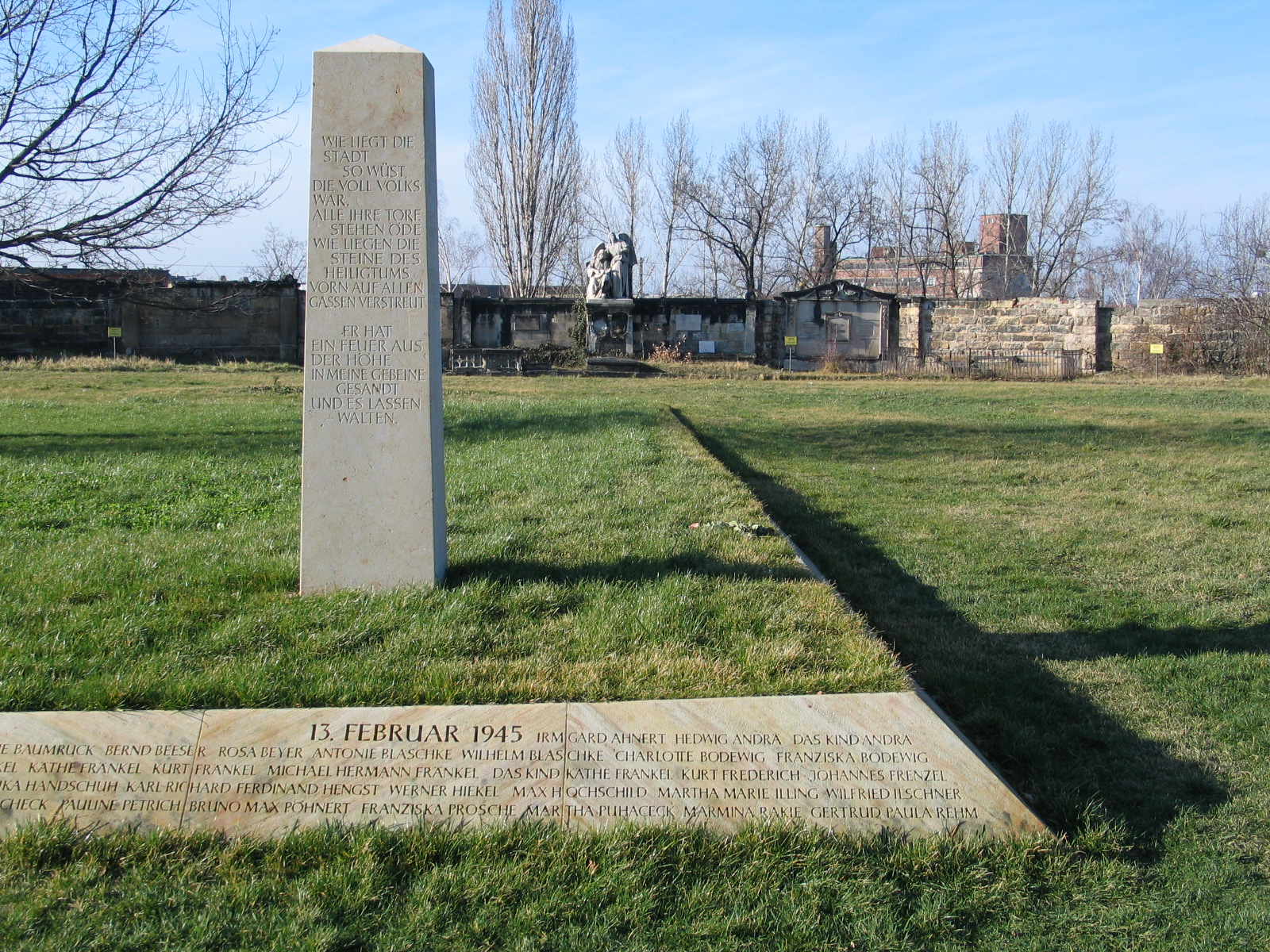
Lápida conmemorativa del bombardeo de Dresde.

En 1940, durante la Segunda Guerra Mundial, la Alemania nazi había conquistado Noruega, Checoslovaquia, Polonia, Bélgica y los Países Bajos entre otros países, sólo quedaban las dos grandes potencias militares: Francia y Gran Bretaña. Los alemanes derrotaron a Francia en un par de semanas gracias a la "guerra relámpago" que hacía uso simultáneo de ataques a gran escala por tierra con tanques protegidos por el aire con la fuerza aérea alemana "Luftwaffe".
Al llegar a París y más tarde a la costa francesa que da al Canal de la Mancha y poder divisar la isla de Gran Bretaña a tan sólo trece kilómetros, Adolf Hitler planeaba derrotar a Gran Bretaña en poco tiempo.

#### Batalla de Inglaterra
Los británicos contaban con la Marina Real Británica que en ese momento era la más grande del mundo. Fue por eso que Hitler encargó a Hermann Goering, el comandante de la Luftwaffe, la tarea de aniquilar a la armada británica y, al mismo tiempo, derrotar a las Reales Fuerzas Aéreas británicas (RAF).
La Operación León Marino era el plan alemán para invadir Gran Bretaña. La primera fase consistió en la Batalla de Inglaterra en la que la Luftwaffe debía de derrotar a la RAF para hacer más fácil la invasión alemana por mar. La Luftwaffe comenzó el ataque bombardeando centros industriales, pero sus aviones no podían permanecer más de 20 minutos sobre la isla, ya que sólo tenían suficiente combustible para eso y para poder regresar a sus bases en Francia y otros países del continente. Gracias a la nueva tecnología del radar, inventada por los británicos, la RAF podía saber dónde se encontraban los aviones enemigos y podían así ser más eficaces a la hora de derribarlos. Sin embargo, el éxito del radar pudo verse truncado puesto que los alemanes llegaron a bombardear tantas estaciones de radar que hubo momentos de tensión en Londres.
Los nazis más tarde decidieron atacar de noche, puesto que de día eran fácilmente interceptados por la RAF y nunca se habían enfrentado a tal enemigo. Una noche, un piloto alemán dejó caer bombas sobre Londres rompiendo así uno de los tabúes entre alemanes y británicos. Hitler no había dudado en bombardear Varsovia en Polonia y otras ciudades europeas incluyendo Róterdam. Sin embargo había decidido no bombardear ciudades británicas probablemente al darse cuenta de que por primera vez un enemigo tenía los medios para bombardear ciudades alemanas y sobre todo Berlín. Según las autoridades alemanas, las bombas caídas sobre Londres habían sido un error por parte del piloto alemán pero Winston Churchill, el primer ministro del Reino Unido, ordenó que la RAF bombardeara Berlín. Hitler a su vez ordenó que a partir de ese momento se dejaran de bombardear las fábricas de aviones británicas y que se bombardeara mayoritariamente la ciudad de Londres. Estos bombardeos alemanes sobre la capital británica se conocen como el Blitz en inglés. Esto resultó beneficioso para Gran Bretaña pues sus fábricas de aviones se vieron desahogadas de la presión y pudieron construir más aviones, superando incluso, a la producción alemana. Al final de septiembre de 1940, un mes después de que empezaran los bombardeos más intensos sobre Londres, los nazis desistieron de obligar a los británicos a capitular.

### Posguerra

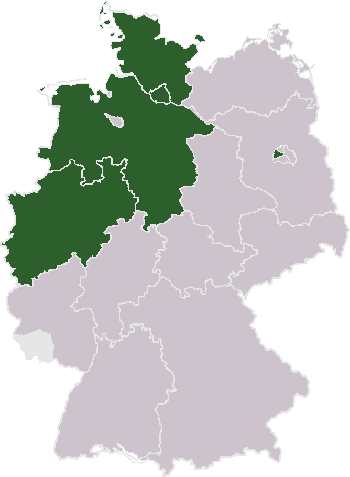
Zona de ocupación británica en Alemania.

En la posguerra de la Segunda Guerra Mundial, después de la derrota de la Alemania nazi, se propuso la ocupación del país entre las tres potencias victoriosas y Francia. Desde 1949 la división de Alemania y de su capital Berlín se convirtió en un icono de la Guerra Fría.
En 2002 el embajador alemán en Londres y un corresponsal de la revista alemana Der Spiegel en la capital británica han acusado a los británicos de no enseñar adecuadamente la historia en los colegios en lo que a Alemania se refiere. Según dicen, los británicos poseen una imagen anticuada del pueblo alemán, en general creyendo que la mayoría son nazis o asociándolos a la Segunda Guerra Mundial de cualquier otra manera.

### Unión Europea
Alemania, como Estado miembro fundador de las Comunidades Europeas, antecesoras de la Unión Europea (UE), favoreció en 1973 el ingreso del Reino Unido dentro de la organización europea. Desde entonces, y hasta la Salida del Reino Unido de la UE en 2020 (Brexit), ambos países junto con Francia, fueron las economías más grandes de la Unión.

## Misiones diplomáticas
- Alemania estableció su embajada en Londres y mantiene un consulado general en Edimburgo.[2]
- Reino Unido instauró su embajada en Berlín y dos consulados generales en Düsseldorf y Múnich.[3]